# Autodromo Riccardo Paletti
L'autodromo Riccardo Paletti è un circuito che si trova nel comune di Varano de' Melegari in provincia di Parma. Fondato nel 1969, l'impianto è stato dedicato nel 1983 alla memoria del giovane pilota italiano Riccardo Paletti, deceduto nel 1982 durante il Gran Premio del Canada di Formula 1.

## La storia
La prima pietra del tracciato fu posata nel 1969 e alla fine dello stesso anno nacque il primo abbozzo di circuito. Consisteva in un anello di poco più di mezzo chilometro interrotto da una variante il tutto costruito attorno al campo da calcio di Varano. Solo nel 1971 venne ultimato un ampliamento del tracciato che portò la lunghezza complessiva a 1.200 metri; nell'occasione, in aprile avvenne l'inaugurazione ufficiale sotto la denominazione di "autodromo San Cristoforo". L'anno seguente il tracciato venne ulteriormente ampliato a 1.800 metri.
Nel 1976 venne organizzata, in collaborazione con la rivista Autosprint e l'Alfa Romeo, la "Corsa per il Friuli" per contribuire alla ricostruzione delle zone colpite dal violento sisma. In pista si cimentarono tutti i migliori piloti di Formula 1 di allora, da Lauda a Regazzoni, da Fittipaldi a Scheckter tutti a bordo delle Alfasud. L'incasso record, ottenuto grazie all'elevato afflusso di pubblico, permise di costruire a Lusevera un asilo nido intitolato a Graham Hill.
L'attuale denominazione Riccardo Paletti, che risale al 1983, è un omaggio alla memoria del giovane pilota milanese, morto il 13 giugno 1982 durante il Gran Premio del Canada di Formula 1. Parallelamente allo sviluppo tecnico si è verificata un'analoga crescita sotto il profilo societario, il cui fondamentale mutamento risale al 1981, quando la gestione dell'autodromo passa dalla Pro Loco alla So.ge.sa, una società nata appositamente per gestire in maniera manageriale il circuito e le numerose manifestazioni ospitate.
Alla fine degli anni ottanta la curva Ickx fu rimpiazzata da una variante per motivi di sicurezza e si decise di estendere il tracciato fin'oltre i 2 km sulla base di un progetto che era pronto già nel 1972, ma quest'ultimo obiettivo è stato raggiunto solo nel 2002 con la realizzazione del tratto che, evitando la vecchia prima curva denominata Parabolica, dalla Nuova Variante arriva alla 1ª Esse passando per la nuova Parabolica posta qualche centinaio di metri più a est, per una lunghezza totale di 2.375 metri. Tuttavia nell'agosto 2010 la curva Ickx è stata modificata e ripristinata sostituendo la vecchia variante e raccordandosi in un'unica curva a doppio raggio al "'Ferro di cavallo"' e portando la lunghezza complessiva del tracciato a 2.360 metri. La vecchia configurazione da 1.800 metri è comunque tuttora utilizzabile.

### Curiosità
La curva Ickx deve il suo nome al campione belga che nel 1970, al volante della sua Ferrari, impostò male la svolta e si ritrovò maldestramente nella sabbia, meritandosi l'intitolazione della curva; nell'agosto del 2010 l'omonima variante è stata eliminata, sostituita da una curva a sinistra a doppio raggio.

## Corsi di guida
Il Centro Internazionale Guida Sicura è nato nel 1990 da un'idea di Andrea De Adamich, in collaborazione con Alfa Romeo, ed ha iniziato ad operare nel 1991.
Il costante sviluppo qualitativo e quantitativo delle attività ha portato il Centro a diventare una delle strutture del settore leader in Europa: dai diciotto corsi di guida sicura tenuti nel 1991, si è arrivati agli ottantacinque del 1995, per arrivare alle attuali duecento giornate di Corsi all'anno, che equivalgono ad un numero di partecipanti pari numero che assicura annualmente la presenza di circa 5.000 partecipanti. 
L'obiettivo del Centro è migliorare la qualità di guida ed il controllo della vettura, perfezionando la propria tecnica attraverso il contributo di piloti-istruttori qualificati: obiettivo che viene raggiunto utilizzando una struttura organizzata negli minimi dettagli.
L'autodromo di Varano De'Melegari è in questo senso il terreno ideale: un tracciato guidato, con curve impegnative che coprono sostanzialmente tutte le tipologie di curva riscontrabili sulle strade aperte al traffico. Nel corso degli anni è stato attrezzato con zone dotate di impianti per la pioggia artificiale, particolari aree a bassa aderenza realizzate con resine speciali, moderne tecnologie per migliorare la didattica dei Corsi ed il coinvolgimento degli ospiti.

## Utilizzo
Tra le competizioni in esso disputate vale la pena ricordare il Trofeo Motoestate campionato motociclistico che inizia e finisce da Varano. In passato il trofeo si svolgeva solo su questo tracciato, poi si è esteso anche ad altre piste quali Magione e Franciacorta, dove si è chiusa l'edizione 2009. Fino all'avvento della Mototemporada Romagnola le gare si svolgevano anche a Misano. Fino al 2008 vi si svolgeva una prova annuale dei campionati automobilistici svizzeri, un must fin dagli anni ottanta, ma dal 2009 l'evento è stato trasferito a Monza e sostituito con gare nazionali di Formula Renault, New Clio Cup, Lotus Cup, Trofeo Cadetti e Formula Racing Free. È stato anche il primo autodromo in Nord Italia sede di gare del Driver's Trophy, ex-Challenge Italiano e ora Coppa Italia.
Il circuito ospita anche le tappe del CIV e di svariate categorie automobilistiche come la Formula Abarth, Formula 3 e tante altre. Qualche anno fa è stato anche sede del Supermoto delle Nazioni.
Inoltre dal 2009 ospita la competizione studentesca di design ingegneristico Formula SAE Italy.